# Галерина
Галерина (Galerina) — рід грибів родини гіменогастрові (Hymenogastraceae). Назва вперше опублікована 1909 року.

## Систематика

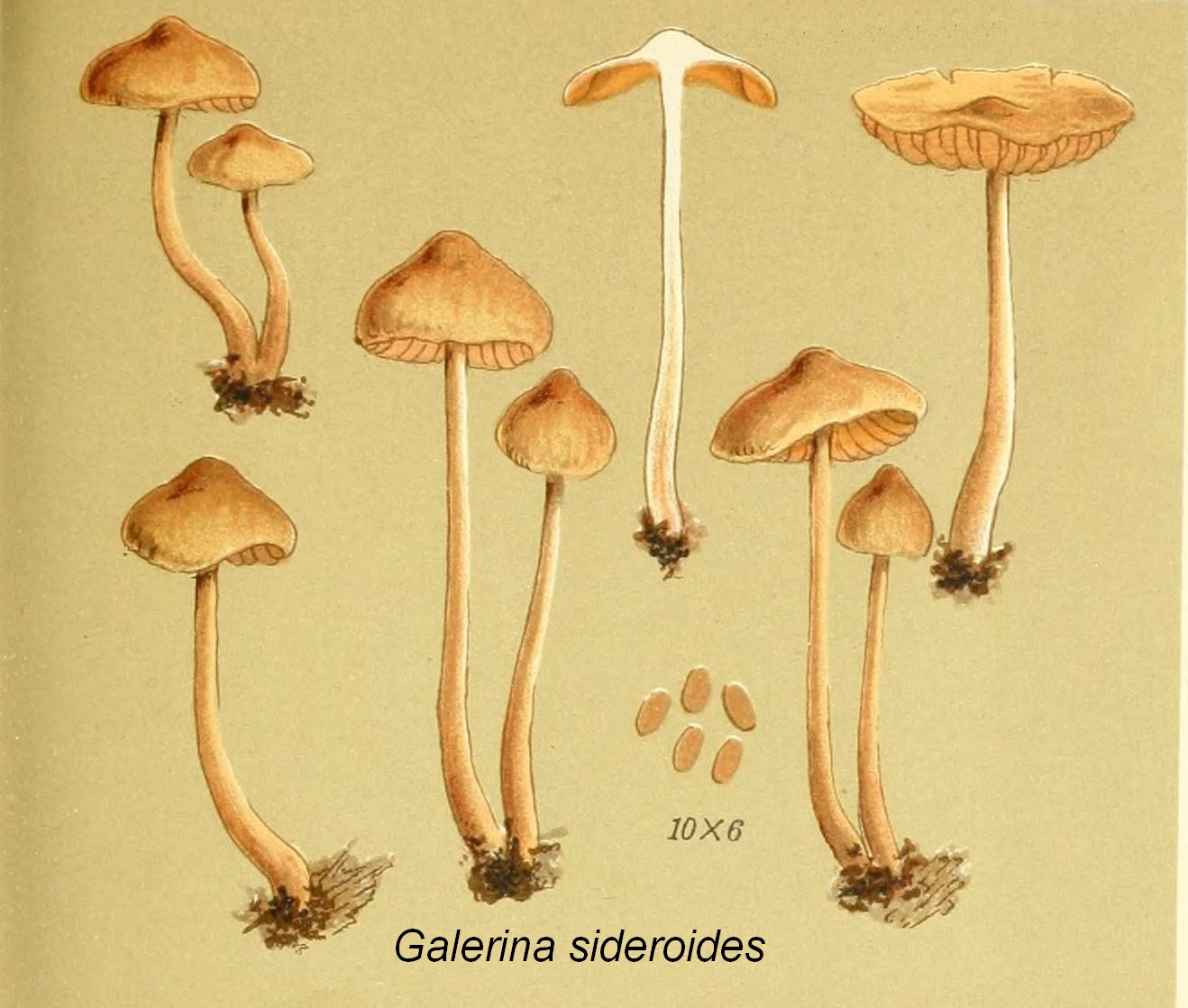
Galerina sideroides

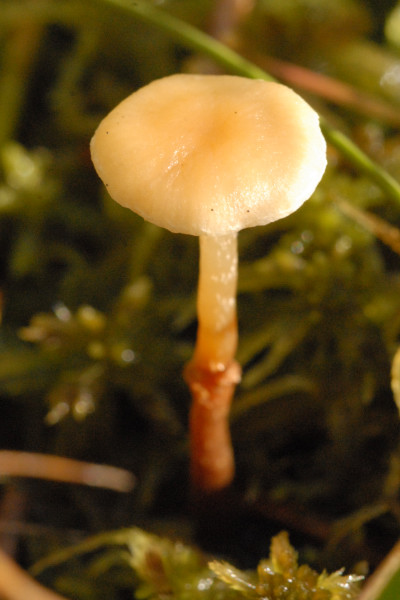
Galerina.sphagnorum

У другій книзі п'ятого тому видання «Визначник грибів України», що вийшов друком 1979 року рід галерина віднесений до родини кортинарієві або павутинникові (Cortinariaceae).
У базі даних MycoBank рід галерина віднесений до родини строфарієві (Strophariaceae).
У базі даних Index Fungorum рід галерина віднесений до родини гіменогастрові (Hymenogastraceae).
База даних Species Fungorum станом на 11.10.2019 налічує 307 видів роду Galerina (докладніше див. Список видів роду галерина).

## Опис
Плодові тіла, головним чином, дрібні. Мають кортину, яка з часом швидко зникає. Шапинка конусоподібна, дзвоникоподібна, рідко напівсферична, майже прозора, дуже тонком'ясиста, гладенька або рубчаста, забарвлення при зміні вологості змінюється, зазвичай сіро-коричнювате, зрідка зеленувате або червонувате, нижній край рівний, трохи притиснутий до ніжки. Пластинки прирослі, рідкі, тонкі, рудуватого кольору Спорова маса іржаво-коричнева. Ніжка циліндричної форми, тонка, має порожнину, іноді капіляроподібна.

## Умови зростання
Росте на ґрунті у лісах, зрідка на трухлявих пнях.

## Поширення
«Визначник грибів України» налічує 4 види, що зростають в Україні:
1. Галерина коричнева (Galerina sideroides)
2. Галерина сфагнова (Galerina sphagnorum)
3. Галерина однокольорова (Galerina unicolor = Galerina marginata)
4. Галерина міценоподібна (Galerina mycenopsis = Galerina pumila)